# رودنیکی (شهرستان کالتاسینسکی، باشقیرستان)
رودنیکی (انگلیسی: Rodniki, Kaltasinsky District, Republic of Bashkortostan) یک شهرک در شهرستان کالتاسینسکی استان باشقیرستان کشور روسیه است.